# Куна (приток Днестра)
Куна (укр. Куна) — река в Стрыйском районе Львовской области, Украина. Правый приток Днестра (бассейн Чёрного моря).
Длина реки 11 км, площадь бассейна 27,4 км². Русло слабоизвилистое, местами выпрямленное и канализированное.
Истоки реки расположены западнее села Тейсаров. Течёт на северо-восток. Впадает в Днестр в пределах села Демьянка-Надднестрянская.
В верховье реки расположен гидрологический памятник природы — «Исток реки Куна».